# Ланган, Гленн
Гленн Ланган (англ. Glenn Langan; 8 июля 1917, Денвер — 26 января 1991 или 19 января 1991, Камарильо, Калифорния или Лос-Анджелес, Калифорния) — американский характерный актёр радио, театра, кино и телевидения.

## Биография
Гленн Ланган родился 8 июля 1917 года в городе Денвер (штат Колорадо, США). Отца звали Томас, мать — Кейт Куинн. Окончив школу, Гленн уехал в Нью-Йорк, где устроился мойщиком посуды в кафе, не брезговал другими подработками, и попутно обивал пороги продюсеров в надежде стать актёром. В то время он был настолько беден, что даже однажды на улице упал в обморок от недоедания. В итоге он смог добиться своей цели и с 1939 года начал сниматься в кино, а с 1940 года — появляться на бродвейских подмостках. С 1950 года также стал сниматься в телесериалах, и на широком экране появлялся всё реже. С 1960 по 1965 год не снимался совсем, а затем у него были лишь несколько второстепенных ролей. Амплуа — военные офицеры, реже — доктора́ и профессора́. В 1978 году окончил свою кинокарьеру. С 1960-х годов Ланган начал работать в другом направлении: стал довольно успешным продавцом недвижимости.
В 1945—1951 годах озвучивал роль полицейского инспектора Бартона Дрейка в радио-сериалах «Убийство — это моё хобби» и «Тайна — это моё хобби».
Гленн Ланган скончался 26 января 1991 года от лимфомы в городе Камарильо (штат Калифорния).

### Личная жизнь
Ланган некоторое время был женат на шоугёл по имени Хелен Уэстон, но до 1951 года последовал развод, детей у пары не было.
6 октября 1951 года он женился на известной актрисе и танцовщице Адель Джергенс (1917—2002). Пара прожила вместе почти три десятилетия до самой смерти мужа. От брака остался сын Трейси (1952—2001).

## Бродвейские работы
- 1940 — Предпочитаемый гламур / Glamour Preferred — Керри Элдридж
- 1942 — Поцелуй для Золушки[англ.] / A Kiss for Cinderella — Дэнни, цензор
- 1952 — Приятно снова встретиться с тобой / Fancy Meeting You Again — Мартин Веллабрук

## Избранная фильмография
За 39 лет карьеры (1939—1978, с заметными перерывами) Ланган снялся в 74 фильмах и сериалах. Три фильма были короткометражными, а в одиннадцати случаях он не был указан в титрах.

### Широкий экран
В титрах указан
- 1939 — Возвращение доктора Икс / The Return of Doctor X — интерн
- 1944 — Кое-что для мальчиков[англ.] / Something for the Boys — лейтенант Эшли Кротерс
- 1945 — Площадь похмелья / Hangover Square — Эдди Карстейрс
- 1945 — Колокол Адано / A Bell for Adano — лейтенант Крофтс Ливингстон
- 1946 — Сентиментальное путешествие[англ.] / Sentimental Journey — Джадсон
- 1946 — Драгонвик / Dragonwyck — доктор Джефф Тёрнер
- 1946 — Марджи[англ.] / Margie — профессор Ральф Фонтейн
- 1947 — Финишная прямая[англ.] / The Homestretch — Билл Ван Дайк-третий
- 1947 — Амбер навсегда[англ.] / Forever Amber — капитан Рекс Морган
- 1948 — Ярость у реки Фернас-Крик[англ.] / Fury at Furnace Creek — капитан Рюф Блэкуэлл / Сэм Гилмор
- 1948 — Змеиная яма / The Snake Pit — доктор Терри
- 1950 — Тропа ирокезов[англ.] / The Iroquois Trail — капитан Джонатан Уэст
- 1952 — Петля палача[англ.] / Hangman's Knot — капитан Питерсен
- 1953 — Признание одной девушки / One Girl's Confession — Джонни
- 1953 — Ривер-стрит, 99 / 99 River Street — Ллойд Морган
- 1954 — Большая погоня[англ.] / The Big Chase — офицер Пит Грейсон
- 1957 — Невероятно огромный человек / The Amazing Colossal Man — подполковник Гленн Маннинг / Невероятно огромный человек
- 1965 — Мятеж в космосе[англ.] / Mutiny in Outer Space — генерал Ноуленд
- 1966 — Женщины с доисторической планеты[англ.] / Women of the Prehistoric Planet — капитан Росс
- 1970 — Чизам[англ.] / Chisum — полковник Натан Дадли

В титрах не указан
- 1939 — Пыль будет моей судьбой / Dust Be My Destiny — секретарь начальника тюрьмы
- 1939 — Шпионский агент[англ.] / Espionage Agent — студент
- 1942 — Капитан авиации[англ.] / Flight Lieutenant — санитар
- 1943 — Война в Северной Атлантике[англ.] / Action in the North Atlantic — оружейный матрос
- 1944 — Четыре девушки в джипе[англ.] / Four Jills in a Jeep — капитан Стюарт
- 1944 — Тем временем, дорогая[англ.] / In the Meantime, Darling — лейтенант Ларкин
- 1971 — Штамм «Андромеда» / The Andromeda Strain — секретарь

### Телевидение
- 1950, 1957 — Видео-театр «Люкс»[англ.] / Lux Video Theatre — разные роли (в 2 эпизодах)
- 1953 — Приключения Оззи и Харриет / The Adventures of Ozzie and Harriet — доктор Тейлор (в эпизоде Dental Receptionist)
- 1953 — Театр Форда[англ.] / Ford Theatre — лейтенант Лоуренс Миллер (в эпизоде The People Versus Johnston)
- 1953 — Шоу Эбботта и Костелло[англ.] / The Abbott and Costello Show — Рекс (в эпизоде South of Dixie)
- 1953, 1955 — Кавалькада Америки[англ.] / Cavalcade of America — разные роли (в 3 эпизодах)
- 1954 — Шоу Дэнни Томаса[англ.] / The Danny Thomas Show — профессор (в эпизоде The Professor[англ.])
- 1955 — Театр «У камина»[англ.] / Fireside Theatre — Пит (в эпизоде One Last September)
- 1955, 1957 — Перекрёсток[англ.] / Crossroads — разные роли (в 3 эпизодах)
- 1955, 1960 — Шоу Лоретты Янг[англ.] / The Loretta Young Show — разные роли (в 3 эпизодах)
- 1957 — Шоу Гейл Сторм[англ.] / The Gale Storm Show — Эрик Браун (в эпизоде Desirable Alien)
- 1957 — Личный секретарь[англ.] / Private Secretary — Уолтер Харли (в эпизоде Thy Name Is Sands)
- 1957 — Жизнь Райли[англ.] / The Life of Riley — тренер (в эпизоде All-American Brain)
- 1960 — Шоу Барбары Стэнвик[англ.] / The Barbara Stanwyck Show — Фрэнк Морроу (в эпизоде Discreet Deception)
- 1960 — Питер любит Мэри[англ.] / Peter Loves Mary — Боб Этвуд (в эпизоде The Suburbanites)
- 1966 — Остров Гиллигана / Gilligan's Island — пилот (в эпизоде Gilligan Goes Gung-Ho[англ.]; в титрах не указан)
- 1967 — Хондо[англ.] / Hondo — Виктор Триболет (в 5 эпизодах)
- 1978 — Женщина-полицейский / Police Woman — Джон Мид (в эпизоде Flip of a Coin[англ.])

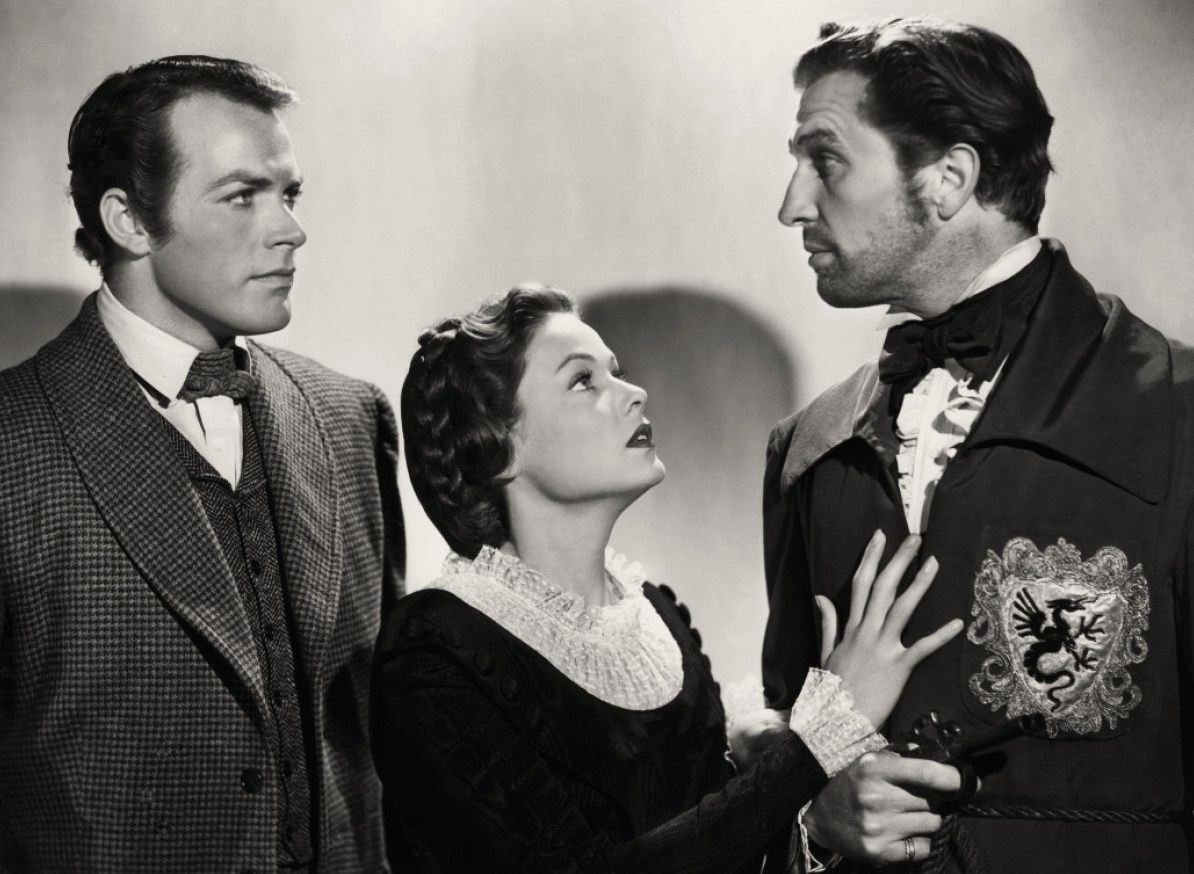
Слева направо: Гленн Ланган, Джин Тирни и Винсент Прайс в фильме «Драгонвик» (1946).
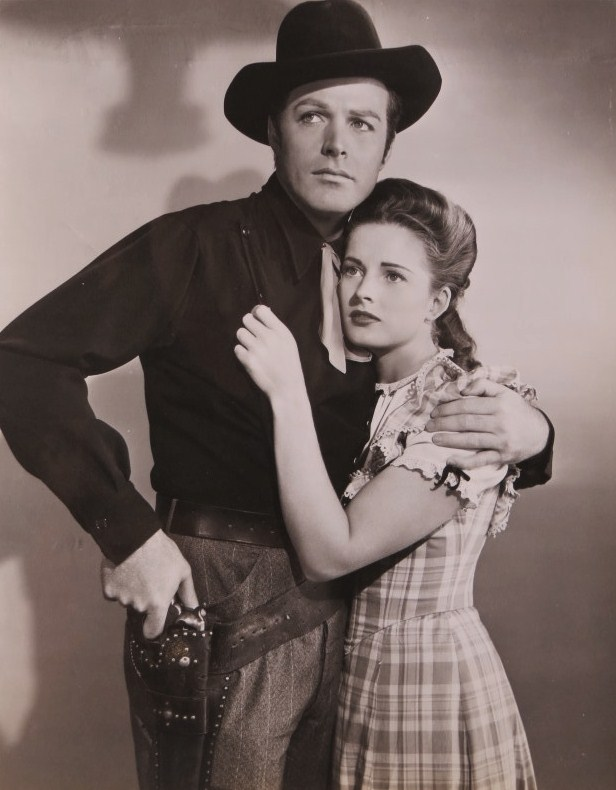
С Колин Грей в фильме «Ярость у реки Фернас-Крик[англ.]» (1948).
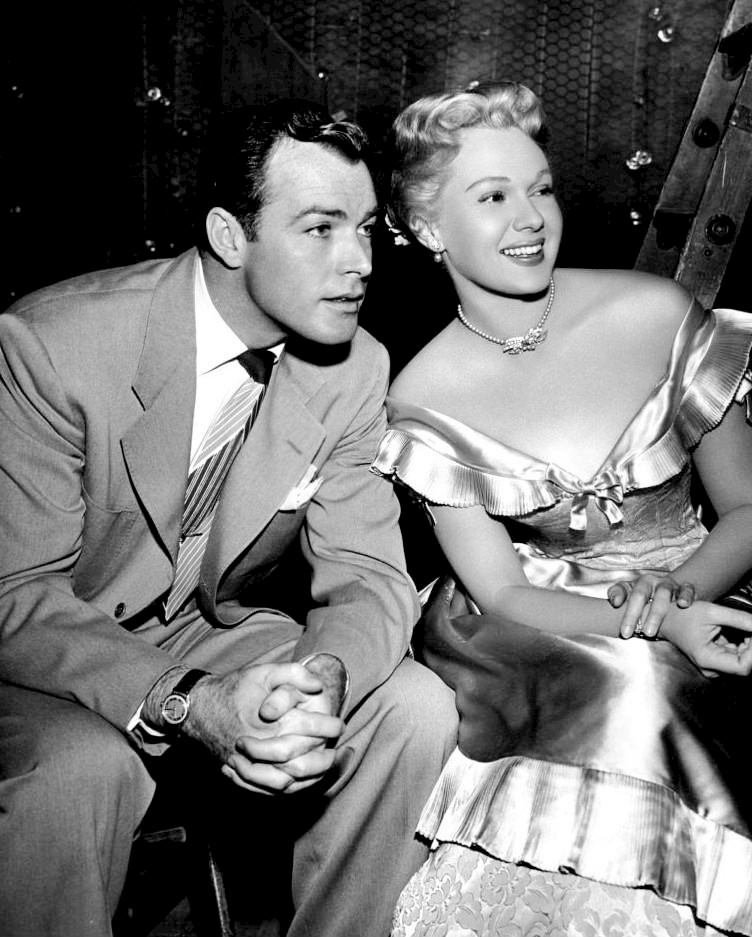
С Адель Джергенс за год до свадьбы, фото 1950 г.